# Sven Thofelt
Sven Thofelt (n. 19 mai 1904, Stockholm, Suedia-Norvegia – d. 1 februarie 1993, Djursholm, Comitatul Stockholm, Suedia) a fost un scrimer ce a reprezentat Suedia, medaliat olimpic. A participat la 4 ediții ale Jocurilor Olimpice (1928, 1932, 1936, 1948) în care a câștigat o medalie de aur.